# Clare Greet
Clare Greet, née Clara Greet dans le Leicestershire le 14 juin 1871, morte à Londres le 14 février 1939, est une actrice anglaise.

## Filmographie partielle
- 1922 : Les Trois Revenants (Three Live Ghosts) d'Edmund Goulding
- 1927 : Le Ring (The Ring) d'Alfred Hitchcock
- 1929 : L'Homme de l'île de Man (The Manxman) d'Alfred Hitchcock
- 1930 : Meurtre (Murder!) d'Alfred Hitchcock
- 1932 : The Sign of Four: Sherlock Holmes' Greatest Case de Graham Cutts
- 1934 : L'Homme qui en savait trop (The Man Who Knew Too Much) d'Alfred Hitchcock
- 1935 : Emil and the Detectives (en) de Milton Rosmer
- 1935 : Maria Marten (en) (Maria Marten, or The Murder in the Red Barn) de Milton Rosmer
- 1936 : Agent secret (Sabotage) d'Alfred Hitchcock
- 1938 : Vedettes du pavé (Sidewalks of London) de Tim Whelan
- 1939 : La Taverne de la Jamaïque (Jamaica Inn) d'Alfred Hitchcock